# Ali Hatami

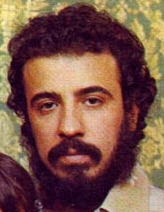
Ali Hatami

Ali Hatami (Teerã, 14 de agosto de 1944 – Teerã, 7 de dezembro de 1996) foi um director, roteirista, director artístico e desenhador de vestuário iraniano. O jornal Tehran Times nomeou-o "o Hafez de Shiraz do cinema iraniano, devido ao ambiente poético das suas produções cinematográficas".

## Biografia

### Carreira
Hatami graduou-se no Colégio de Artes Dramáticas no Irão e mais tarde iniciou a sua carreira profissional como escritor de guiões. Fez a sua estreia como director de cinema com Hasan Kachal (Hasan o calvo) em 1970, produção que se converteu no primeiro filme musical na história do cinema iraniano. Escreveu e dirigiu vários filmes focados principalmente na cultura do Irão, entre os quais se destacam Hajji Washington (1982), Kamalolmolk (1984) e Love Stricken (1992). O jornal The Tehran Times referiu-se a ele como "o Hafez de Shiraz do cinema iraniano devido ao ambiente poético das suas produções cinematográficas".
Hatami também dirigiu algumas séries de televisão, estabelecendo um pequeno caminho no qual gravou várias produções de corte histórico, o qual utilizou para produzir a série de êxito Hezar Dastan (1978 a 1987). Em 2006, Hezar Dastan foi votada pela Associação de Críticos de Cinema e Televisão do Irão como a melhor série de televisão iraniana de todos os tempos.
Ainda que os seus filmes não tenham atraído a atenção internacional, o público iraniano o elogiou pelo seu trabalho. Para os seus próprios filmes, com frequência desempenha funções como director de arte e desenhador de vestuário. Foi honrado em 2017 como a imagem do poster oficial do Festival Internacional de Cinema de Fajr na edição número 35.

### Falecimento
O último filme de Hatami ficou incompleto devido à sua morte por cancro, a 7 de dezembro de 1996, na sua terra natal, Teerão.

## Vida pessoal
Esteve casado com a actriz iraniana Zari Khoshkam. A sua filha, Leila Hatami, também actriz, protagonizou o filme vencedor do Prémio Óscar Yodaí-e Nader az Simín.

## Filmografia

### Cinema
- Hasan Kachal (1970)
- Wood Pigeon (1970)
- Baba Shamal (1971)
- Sattar Khan (1972)
- Ghalandar (1972)
- Khastegar (1972)
- Sooteh-Delan (1978)
- Hajji Washington (1982)
- Kamalolmolk (1984)
- Jafar khan az farang Bargashteh (1984)
- Mother (1991)
- Del Shodegan (1992)
- Komiteh Mojazat (1997)
- Takhti (1997)
- Tehran Roozegare Não (2008)

### Televisão
- Rumi Story (1972)
- Soltan-e Sahebgharan (1974)
- Hezar Dastan (1978–1987)